# John David Crow
John David Crow (* 8. Juli 1935 in Marion, Louisiana; † 17. Juni 2015 in College Station, Texas) war ein US-amerikanischer American-Football-Spieler und -Trainer. Er spielte als Runningback in der National Football League (NFL) bei den Chicago/St. Louis Cardinals und den San Francisco 49ers. Zuvor spielte er College Football für die Texas A&M University und gewann 1957 die Heisman Trophy.

## Spielerlaufbahn

### College
John David Crow besuchte in Springhill die High School studierte nach seinem Schulabschluss von 1955 bis 1957 an der Texas A&M University für deren Footballmannschaft, den Texas A&M Aggies er als Halfback spielte. In seinem ersten Jahr gewann er mit seiner Mannschaft die Conference-Meisterschaft. Im Jahr 1957 wurde er zum All-American gewählt und gewann zudem die Heisman Trophy für den besten College-Football-Spieler des Jahres. Sein College zeichnete ihn für seine sportlichen Leistungen dreimal aus.

### NFL
John David Crow wurde von den Chicago Cardinals 1958 in der ersten Runde an zweiter Stelle gedraftet. Im Gegensatz zu Crow, der sich zu einem Spitzenspieler entwickelte, kam seine Mannschaft nicht von den unteren Tabellenplätzen weg. Erst im Jahr 1963 konnten die mittlerweile nach St. Louis umgezogenen Cardinals mit ihm das erste Mal mehr Spiele gewinnen, als verlieren. Die Bilanz von neun Siegen bei fünf Niederlagen reichte allerdings trotzdem nicht zum Einzug in die Play-offs. 1965 wechselte Crow zu den San Francisco 49ers. Aber auch sein neuer Head Coach Jack Christiansen konnte Crow nicht zu dem begehrten Titelgewinn verhelfen. Nach der Saison 1968 beendete Crow seine Laufbahn. Mit 33 geworfenen Pässen, die nicht von einem Quarterback geworfen wurden, hält er noch heute (2012) den NFL-Rekord. Zudem hält er mit 84 Yards Raumgewinn immer noch die Bestleistung für den längsten Lauf in der Geschichte der Cardinals.

## Trainerlaufbahn
Unmittelbar nach seiner Laufbahn übernahm er das Amt eines Assistenztrainers an seiner alten Alma Mater. Im Jahr 1972 wurde er Assistent bei den Cleveland Browns. 1974 wechselte er zu den San Diego Chargers, die er ein Jahr später wieder verließ, um Head Coach an der University of Louisiana at Monroe zu werden. Ab 1975 nahm er dort zusätzlich das Amt eines Sportdirektors wahr. 1983 wurde er an seinem alten College zum stellvertretenden Sportdirektor ernannt, von 1988 bis 1993 übte er dort die Funktion des Sportdirektors aus. Nach seinem Ausscheiden war er an einer Hunderennbahn beteiligt. Bis 2001 akquirierte er zudem Spender für die Texas A&M University.

## Familie
John David Crow war verheiratet und wurde Vater von zwei Töchtern. Er verbrachte seinen Lebensabend in College Station, Texas. Sein Sohn kam im Jahr 1994 bei einem Verkehrsunfall ums Leben. Er selbst starb am 17. Juni 2015 in College Station, Texas, wo sich auch seine letzte Ruhestätte befindet.

## Ehrungen
Crow spielte viermal im Pro Bowl und wurde dreimal zum All Pro gewählt. Er ist Mitglied in der College Football Hall of Fame, im NFL 1960s All-Decade Team, in der Louisiana Hall of Fame und in der Texas A&M Athletic of Fame, sowie in der Texas Sports Hall of Fame.

## Quelle
- Matt Maiocco: San Francisco 49ers: Where Have You Gone? Joe Montana, Y. A. Tittle, Steve Young, and Other 49ers Greats Where Have You Gone? Skyhorse Publishing, 2011, ISBN 978-1-61321-045-1.

| Personendaten    | Personendaten                                            |
| ---------------- | -------------------------------------------------------- |
| NAME             | Crow, John David                                         |
| KURZBESCHREIBUNG | US-amerikanischer American-Football-Spieler und -Trainer |
| GEBURTSDATUM     | 8. Juli 1935                                             |
| GEBURTSORT       | Marion, Louisiana, Vereinigte Staaten                    |
| STERBEDATUM      | 17. Juni 2015                                            |
| STERBEORT        | College Station, Texas, Vereinigte Staaten               |